# Roman Bortnik
Roman Josifowicz Bortnik (ros. Роман Иосифович Бортник, ukr. Роман Йосипович Бортник, ur. 15 czerwca?/28 czerwca 1908 w Płużnem, zm. 17 kwietnia 1945 pod Lubuszem) – radziecki wojskowy pochodzenia ukraińskiego, pułkownik, bohater Związku Radzieckiego.

## Życiorys

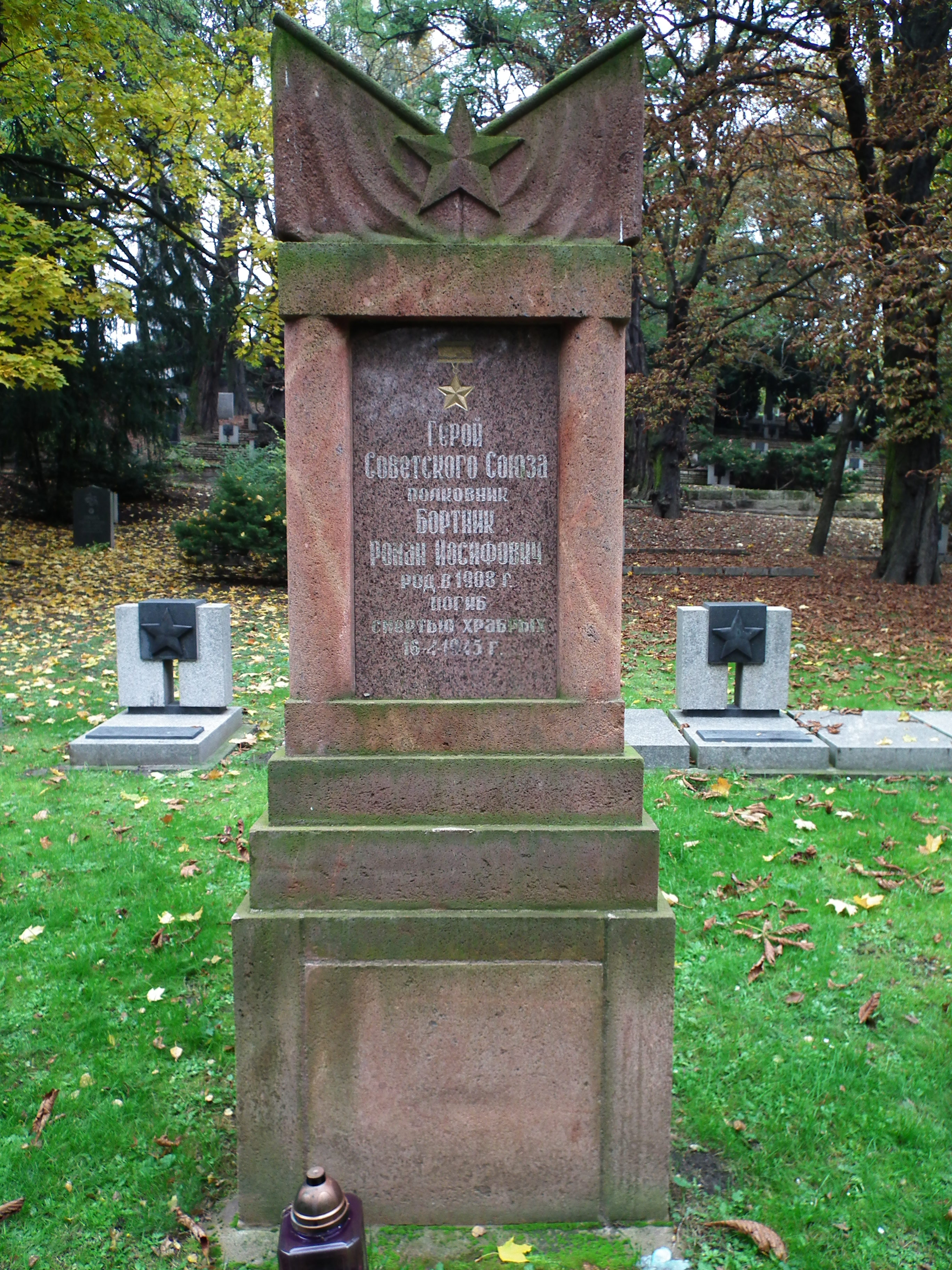
Grób na Cytadeli w Poznaniu

Urodzony w rodzinie chłopskiej. Ukończył dziesięć klas szkoły. Działał w Komsomole. W 1938 ukończył Szkołę Wojenno-Polityczną im. Gorkiego. Służył jako oficer polityczny na Dalekim Wschodzie. W 1938 brał udział w walkach nad jeziorem Chasan. W 1939 skierowany został na studia w Akademii Wojskowo-Politycznej im. Lenina, gdzie z drugiego kursu został skierowany na front.
Walczył pod Tułą i pod Moskwą. Był komisarzem wojskowym 3. Dywizji Przeciwpancernej. W 1942 ranny w głowę, a potem, w styczniu tego samego roku, w obie nogi (pod Suchiniczi). Po wyjściu ze szpitala objął dowództwo pułku piechoty 274. Dywizji Piechoty w składzie 31. Armii. Brał udział w operacji smoleńskiej. W drugiej połowie sierpnia, podczas tej operacji pułk pod dowództwem Bortnika pierwszy w dywizji przerwał obronę Niemców, zabijając na miejscu pięciuset żołnierzy i oficerów Wehrmachtu. Uczestniczył w odbijaniu Smoleńska i Jarcewa. 19 lipca 1944 jego pułk przerwał obronę przeciwnika na rzece Turia, na południe od Kowla. Nad Bugiem został ranny i wysłano go do szpitala polowego. Brał następnie udział w walkach pod Puławami, a potem w operacji wiślańsko-odrzańskiej (walczył m.in. pod Radomiem i nad Pilicą). Na Odrze przedarł się przez obronę niemiecką i wkroczył do Frankfurtu nad Odrą, zadając wrogowi bardzo znaczące straty w ludziach i sprzęcie.
Za udział w operacji wiślańsko-odrzańskiej 24 marca 1945 wyróżniony tytułem Bohatera Związku Radzieckiego i odznaczony Orderem Lenina oraz medalem Złota Gwiazda (numer 5159). Poza tym był odznaczony trzema Orderami Czerwonego Sztandaru (22 lutego 1942, 16 września 1943 i 6 stycznia 1945), Orderem Suworowa III klasy (28 września 1943), dwukrotnie Orderem Wojny Ojczyźnianej I klasy (9 września 1943 i 21 maja 1945) oraz medalami.
Poległ 17 kwietnia 1945 podczas walk nad Odrą w pobliżu Lubusza. Pochowany na Cmentarzu Bohaterów Radzieckich w Poznaniu na stokach Cytadeli.